# Mecanoo
Mecanoo is een architectenbureau, met het hoofdkantoor aan de Oude Delft 203 in Delft. Daarnaast heeft het bedrijf een kantoor in New York voor de Verenigde Staten en in Kaohsiung op Taiwan voor Azië.

## Geschiedenis
De eerste formatie van het bureau ontstond bij een prijsvraag voor jongerenhuisvesting aan het Kruisplein in Rotterdam, gehouden tussen november 1980 en april 1981. De drie architecten hadden daarvoor in 1981 samen meegedaan aan een wedstrijd voor studenten in verband met jongerenhuisvesting aan het Kruisplein in Rotterdam en daarbij de eerste prijs gewonnen.
Mecanoo is in 1983 opgericht door Francine Houben, Henk Döll, Roelf Steenhuis, Erick van Egeraat en Chris de Weijer. De naam van het bureau is geïnspireerd door het speelgoed Meccano en een dadaïstisch pamflet uit 1922 door Theo van Doesburg.
Van de vijf grondleggers van Mecanoo hebben in de loop van de jaren (1988 - 2003) Steenhuis, Van Egeraat, De Weijer en Döll het bedrijf verlaten. Houben is als creatief directeur nog steeds bij het bureau betrokken.
In 2020 werd Mecanoo partner van de Data- en Kennishub Gezond Stedelijk Leven, een onafhankelijk en open platform van publieke en private organisaties die samen werken aan een gezonde stedelijke leefomgeving.

## Bekende (oud-)medewerkers
- Francine Houben - architect
- Erick van Egeraat - architect
- Nathalie de Vries - architect en oprichter van MVRDV
- Dick van Gameren - decaan van de faculteit Bouwkunde van de TU Delft
- Bjarne Mastenbroek - architect en oprichter van SeARCH architecten.
- Lars Spuybroek - architect
- Francesco Veenstra - Rijksbouwmeester, architect en oprichter van Vakwerk Architecten
- Paul Ketelaars
- Ellen van de Wal

Veenstra, Ketelaars en Van de Wal hebben in 2017 het bureau verlaten om in Delft onder de naam VAKWERK architecten verder te gaan.

## Galerij

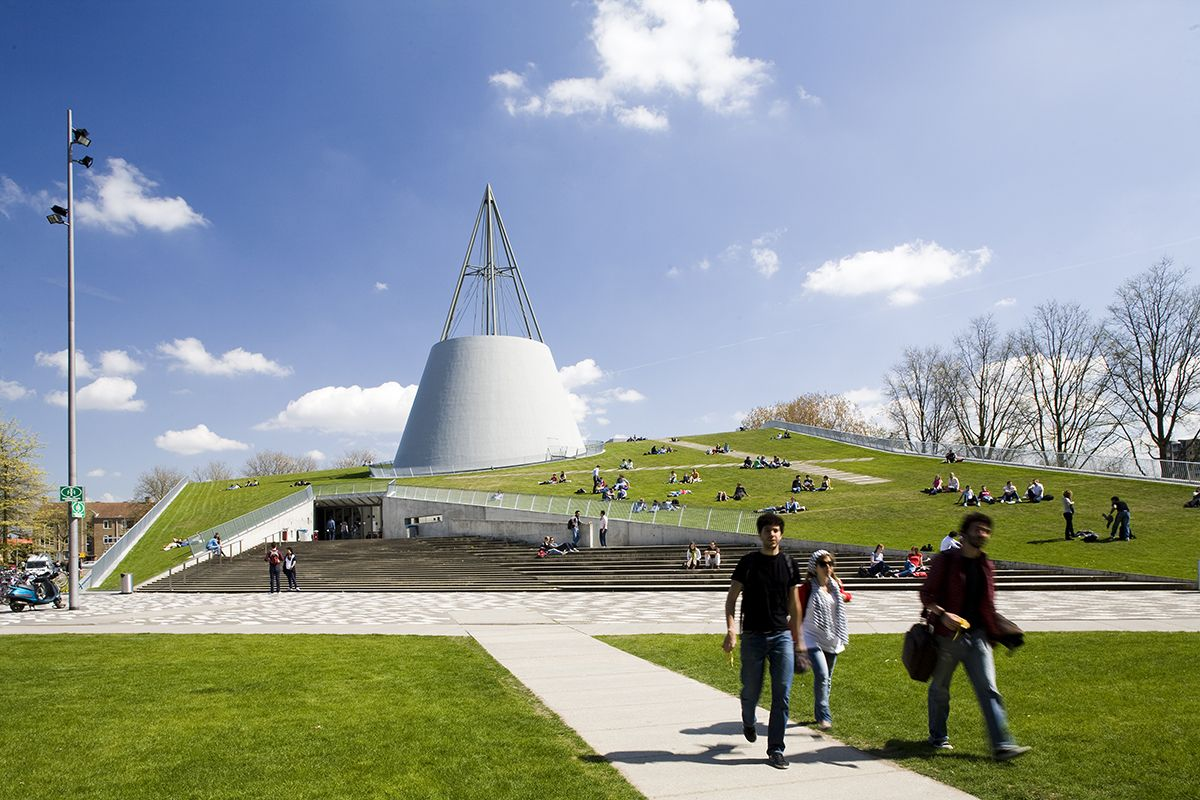
Universiteitsbibliotheek TU Delft, Delft
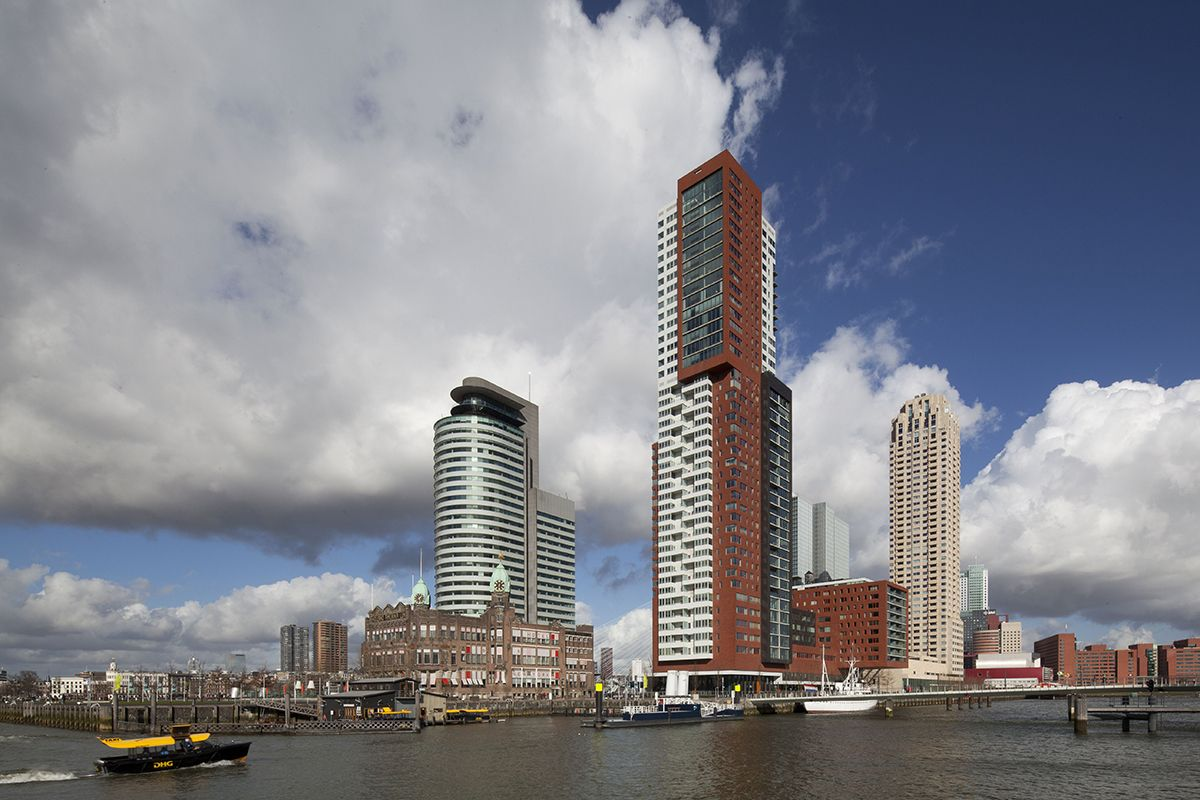
Montevideo, Rotterdam
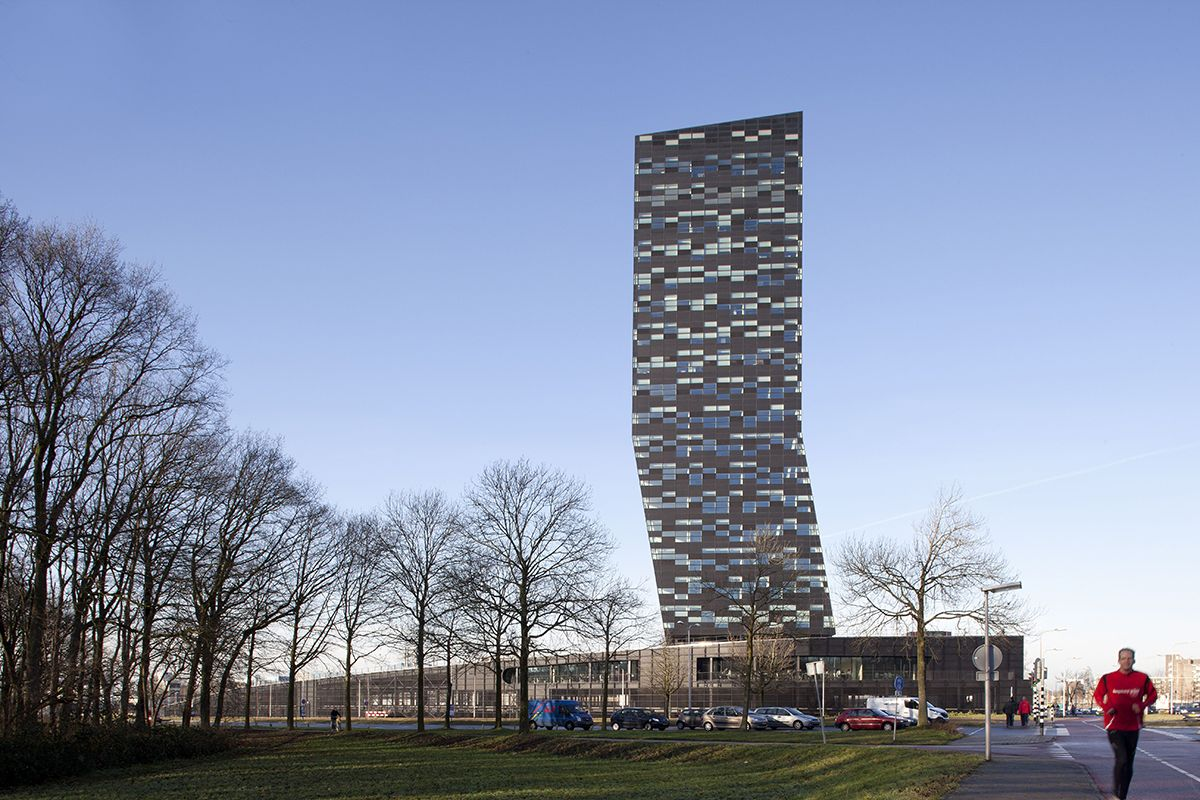
FiftyTwo Degrees, Nijmegen
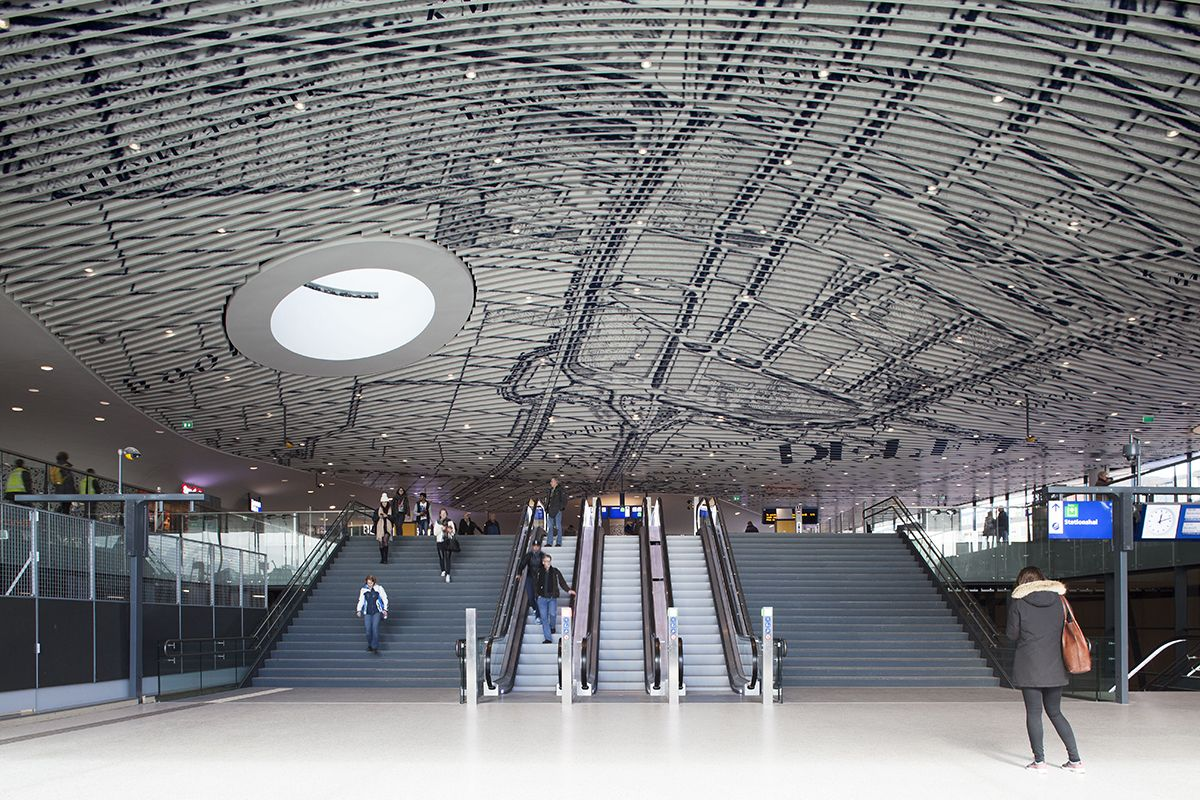
Stadskantoor en station, Delft
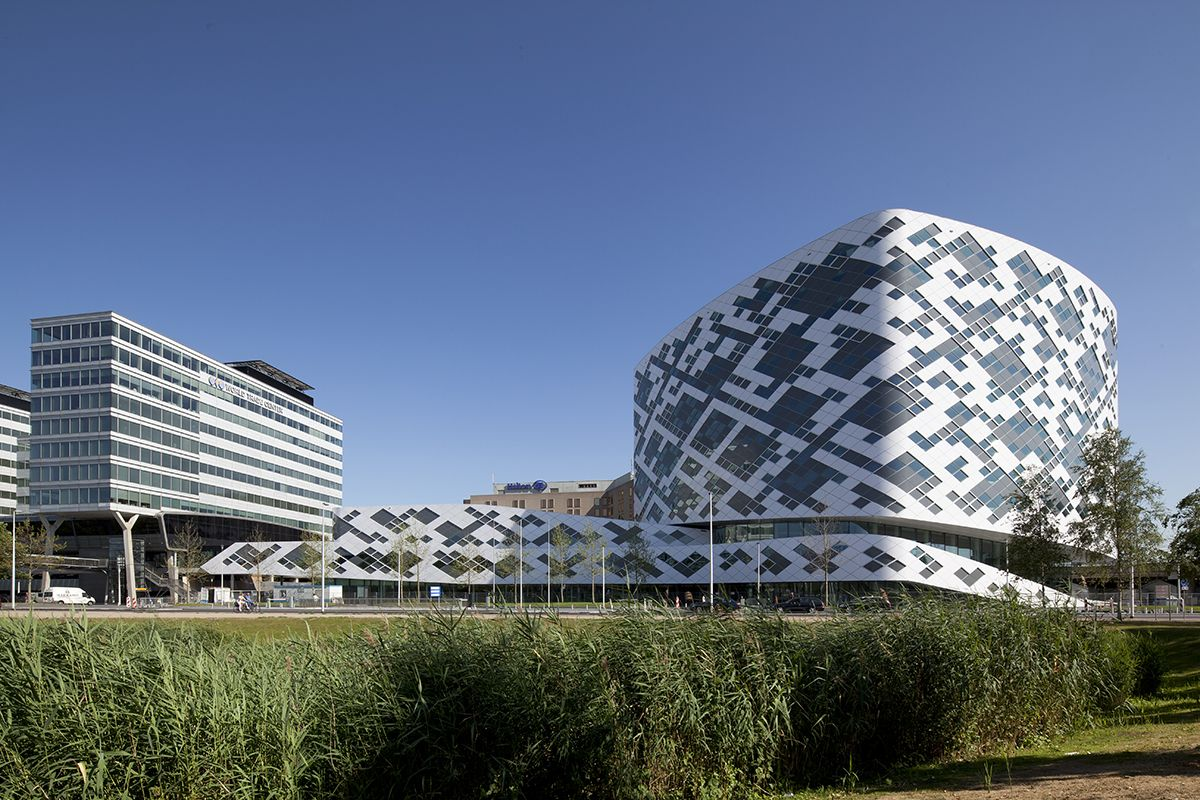
Hilton Amsterdam Airport Schiphol
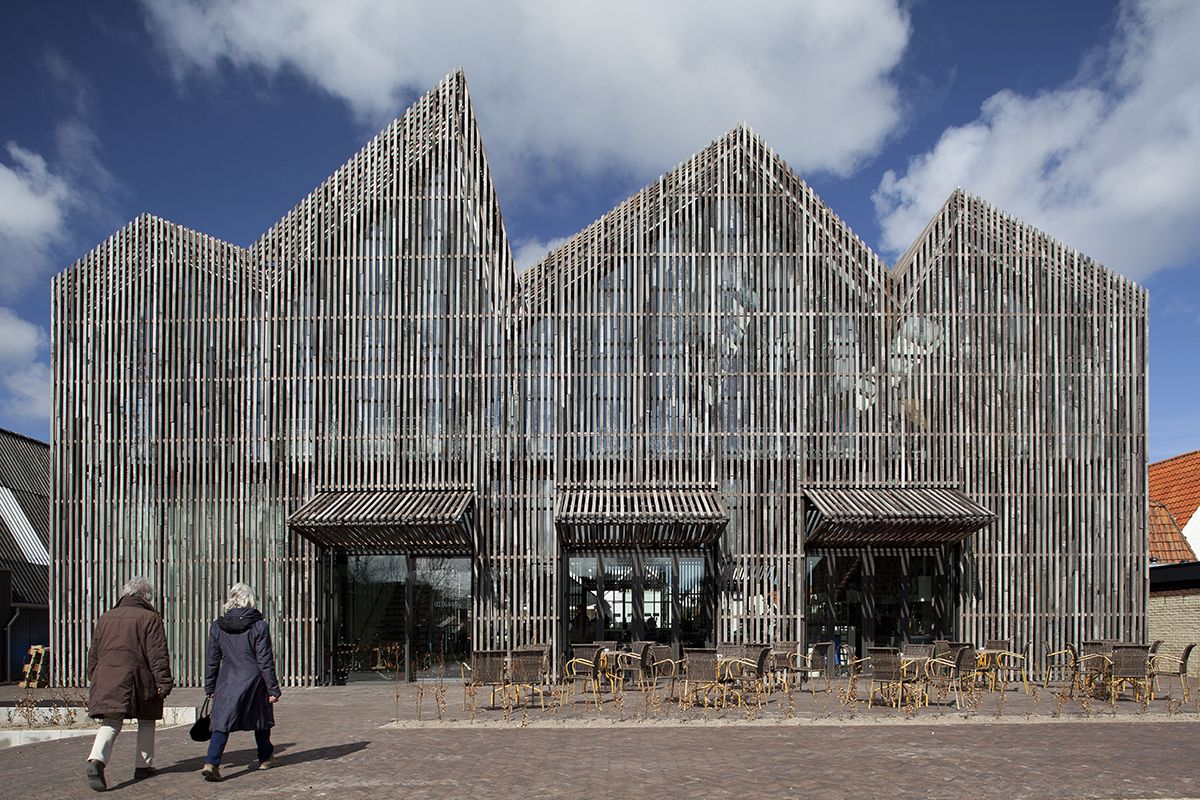
Hoofdgebouw en entree Kaap Skil, Texel
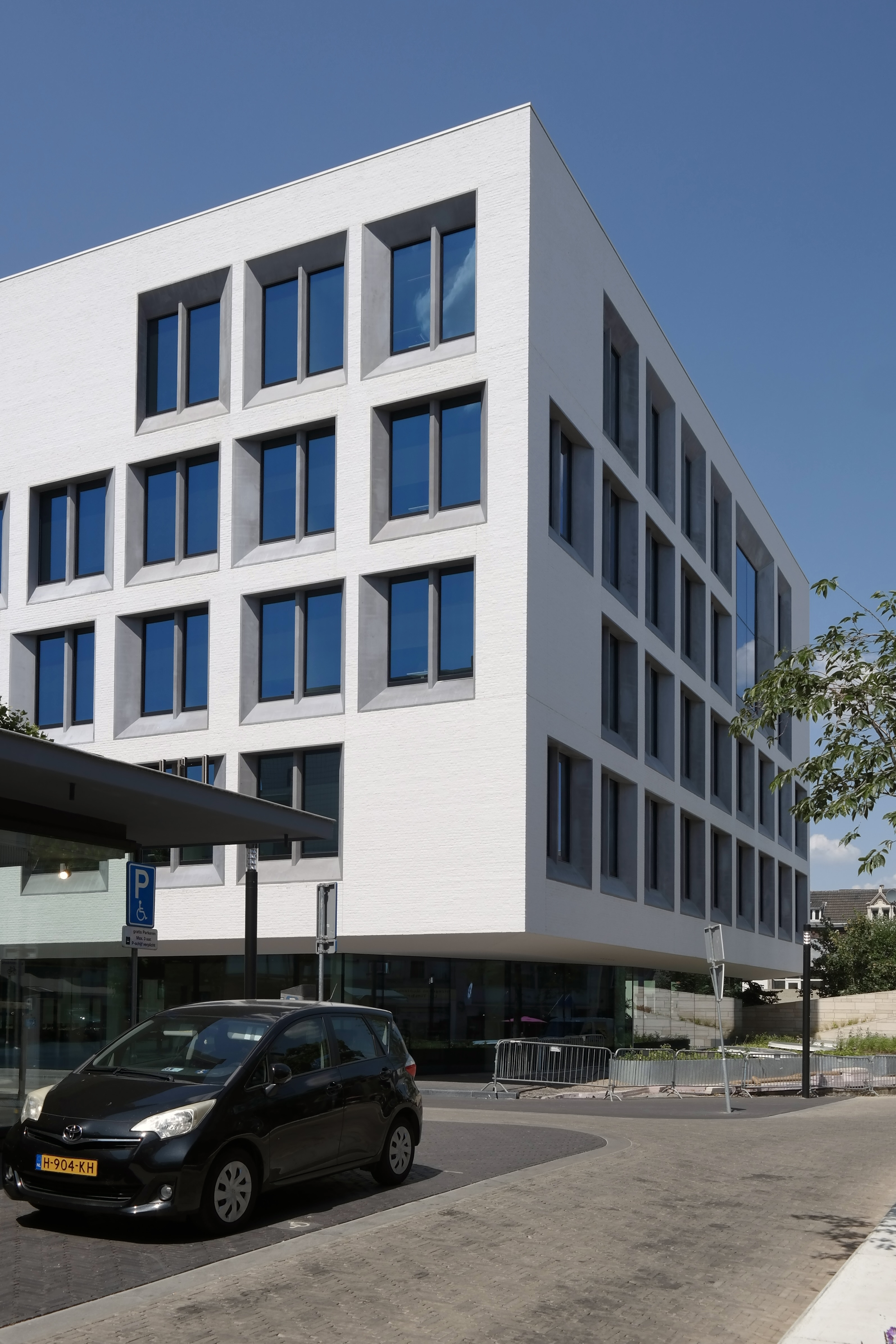
Het stadskantoor van Heerlen
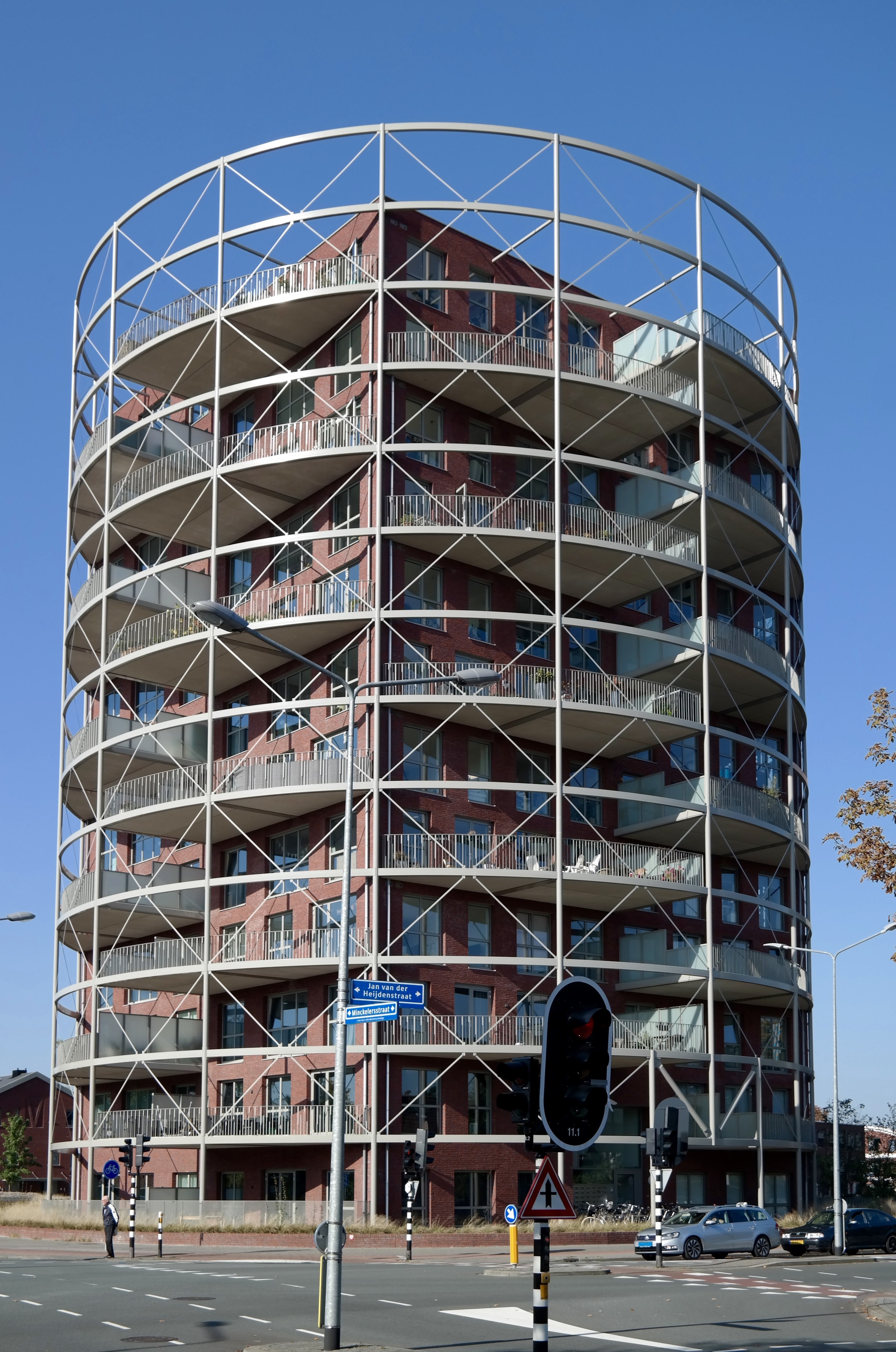
Villa Industria silo Hilversum
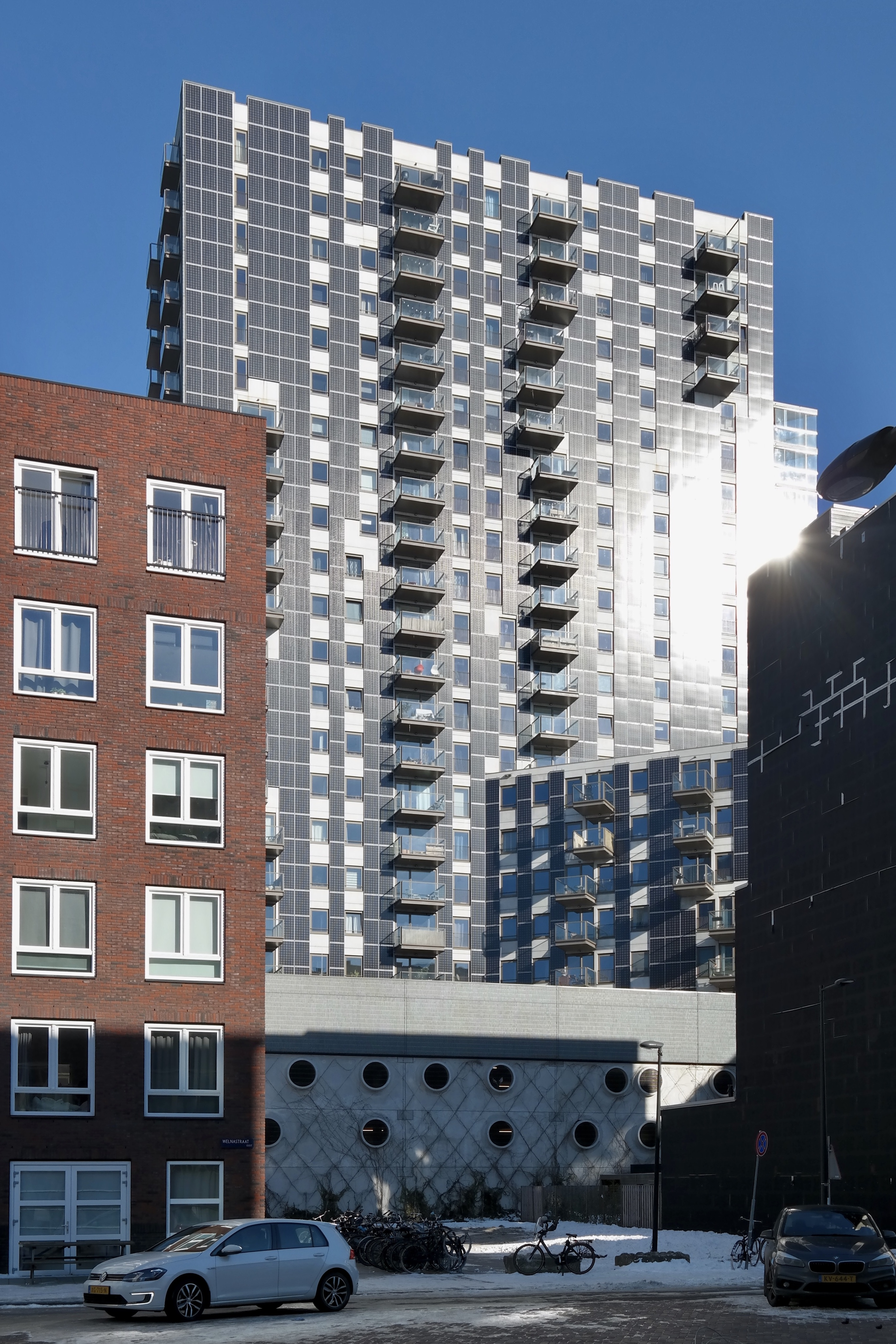
Woontoren De Spakler, Amsterdam
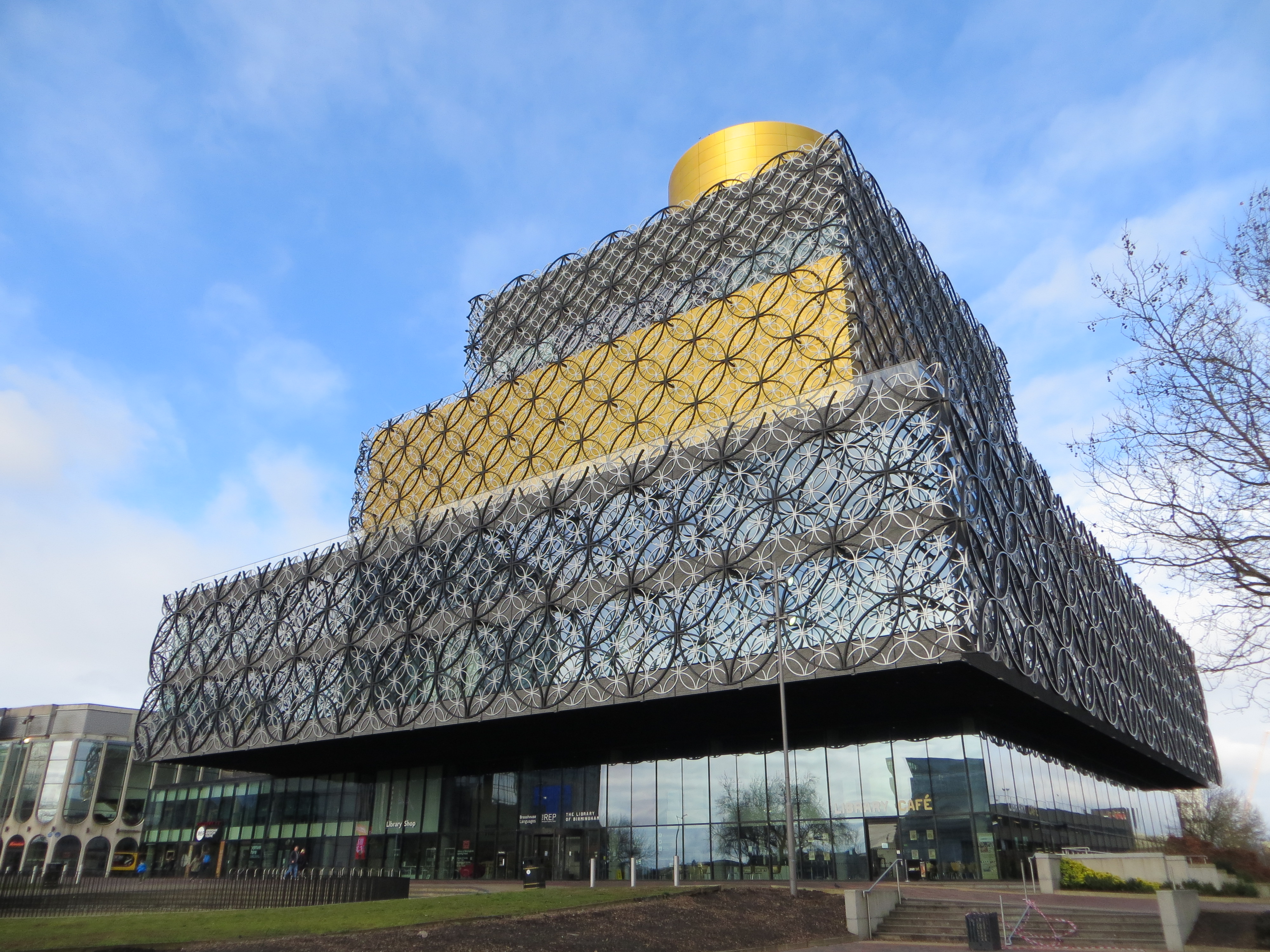
Library of Birmingham